# Anchor Line
Die Anchor Line war eine von 1856 bis 1986 operierende schottische Reederei.

## Geschichte

### Die ersten Jahre
Die Anfänge der Anchor Line Ltd lagen um 1838, als die beiden Brüder Nicol und Robert Handyside in Glasgow begannen, im Handel sowie als Schiffsbroker tätig zu werden. Sie charterten hierzu Tonnage und handelten mit dem Baltikum und Russland. Nicol war zu dieser Zeit Russischer Konsul in Glasgow. Der erste Name des Unternehmens, das außer den eigenen Geschäften auch die Schiffe der Glasgow & Lisbon Steam Packet Co. betrieb, war N & R Handyside & Co.

### Die Anchor Line nimmt Gestalt an
Ab 1852 wurde erstmals der Begriff Anchor Line benutzt, allerdings nur als Nebensatz in einer Reklame. Es kann jedoch als erstes Indiz zum Wandel zu einer Reederei mit eigenen Schiffen gesehen werden. Im selben Jahr trat auch Thomas Henderson, ein ehemaliger Kapitän aus Fife in Schottland in das Geschäft ein. Er brachte die Idee in das Unternehmen, Transatlantik-Dampfschiffsdienste aufzunehmen. Nachdem die Reederei 1854 ihr erstes eigenes Schiff erworben hatte, wurde Henderson im Juni 1855 vollständiger Partner. Gegründet wurde das Schifffahrtsunternehmen daher 1856 als Handysides & Henderson, welches einen ersten Klipper der Reederei zum Dampfschiff umrüsten ließ. Dieser nahm noch im selben Jahr den ersten Atlantikdienst der Anchor Line von Glasgow nach New York auf. Der neue Dienst wurde jedoch vom folgenden Jahr an für zwei Jahre unterbrochen, da das Dampfschiff verlorenging. Man charterte zunächst zwei andere Schiffe, um Truppen zur Niederschlagung eines Aufstandes nach Indien zu bringen.
Ebenfalls 1857 trat der Bruder des letzten Partners, John Henderson, in die Schifffahrtsgesellschaft ein. Zwei weitere Brüder, David und William gründeten die Finnieston Steamship Works Co. in Finnieston, Glasgow, um dort Dampfmaschinen zur Umrüstung bestehender Segelschiffe zu bauen. Als beide auch mit dem Schiffbau begannen, wurde daraus die Schiffswerft D. & W. Henderson & Company.

### Wiederaufnahme des Glasgow-New-York-Dienstes
1859 wurde der Glasgow-New-York-Dienst mit zwei Schiffen wieder aufgenommen, denen 1860 ein drittes folgte. Als die Glasgow & Lisbon Steam Packet Co. 1863 ihren Betrieb einstellte, übernahm die Anchor Line of Peninsular & Mediterranean Steam Packets auch diesen Dienst. Am Ende desselben Jahres zog sich Nicol Handyside aus dem Unternehmen zurück, das daraufhin seinen Namen in Handyside & Henderson änderte. Im Jahr 1865 eröffnete man unter dem Namen Henderson Brothers das erste eigene Anchor Line Büro in New York und vermarktete seine Überfahrten von dort aus in über mehr als 3000 Agenturen in ganz Nordamerika. Das nächste Büro öffnete in Londonderry. 1869 folgten Henderson Brothers Agenturen in Liverpool und Dundee sowie ein neuer Dienst zwischen Neapel und New York. Als im November 1869 der Sueskanal eröffnet wurde, gewannen die Linien nach Indien an Bedeutung. Ein Schiff der Anchor Line war am Tag nach der Eröffnung das erste britische Handelsschiff, welches den Suez-Kanal südgehend passierte.

### Umgestaltung

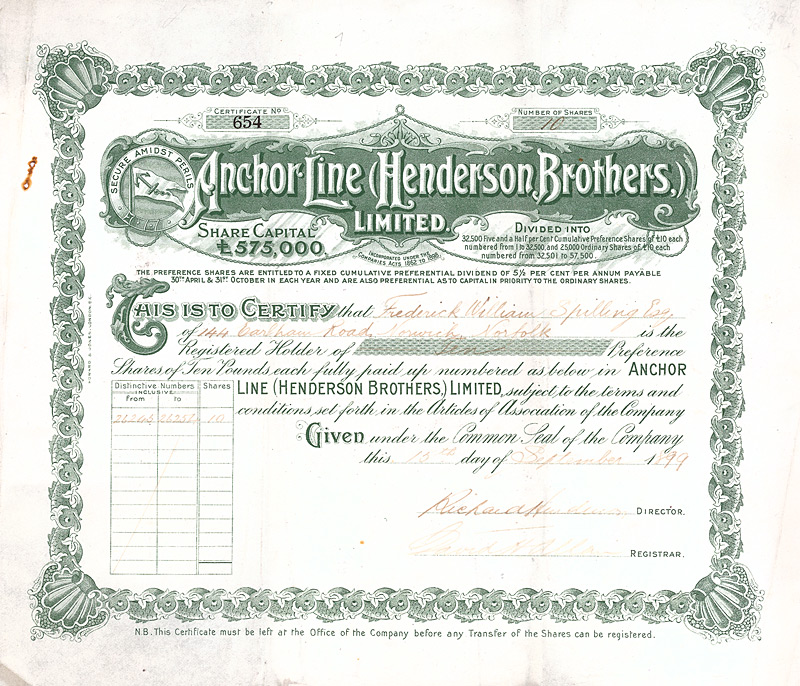
Vorzugsaktie der Anchor Line (Henderson Brothers) Ltd. vom 16. September 1899.

Im Jahr 1872 wurde die Barrow Steamship Co. in Zusammenarbeit mit dem Duke of Devonshire gegründet. Diese arbeitete eng mit der Anchor Line zusammen und beide Reedereien tauschten untereinander auch Schiffe aus. Ebenfalls 1872 kaufte die Anchor Line zusammen mit D & W Henderson die Schiffswerft von Tod & MacGregor in Meadowside, Partick/Glasgow, um dort Maschinen von D & W Henderson’s Finnieston Works in bestehende Schiffe einzubauen. Ein Jahr darauf verließ Robert Handyside das Unternehmen, woraufhin die Anchor Line ausschließlich von den Henderson-Brüdern bestimmt wurde. Diese öffneten 1882 ein Büro in Manchester.
1890 sank der Dampfer Utopia der Anchor Line im Hafen von Gibraltar, er war durch Sturm auf den Sporn des englischen Panzerschiffs HMS Anson getrieben worden. 564 der 880 Menschen an Bord der Utopia kamen um, es war das größte Unglück in der Geschichte der Anchor Line. Während der 1890er Jahre starben alle vier Henderson-Brüder und die Firma verlor daraufhin durch den Führungsmangel an Bedeutung. 1899 wurde die Anchor Line (Henderson Bros) Ltd als Limited Gesellschaft geformt und die Anteile an der Werft Tod & MacGregor sowie an D & W Henderson verkauft.

### Cunard Line
Die Cunard Steamship Company Ltd erwarb 1911 das reguläre Firmenkapital der Anchor Line (Henderson Bros) Ltd und glich, nachdem man einzelne Positionen in den jeweiligen Verwaltungsgremien angepasst hatte, die Farbgebung der Anchorschiffe derjenigen der Cunardschiffe an. Im darauffolgenden Jahr begann eine Zusammenarbeit mit der in Liverpool ansässigen Reederei T & J Brocklebank. Mit dem Calcutta-Dienst der Brocklebank Line wurde ein als Anchor-Brocklebank bekannt gewordener Gemeinschaftsdienst nach Indien begonnen. Zu Beginn des Ersten Weltkriegs verfügte man über dreizehn Schiffe, von denen im Laufe der Kriegszeit sieben verlorengingen. 1916 kam es zu einer Zusammenarbeit mit der Reederei Donaldson Brothers, aus der ein Anchor Donaldson Ltd genannter weiterer Gemeinschaftsservice vom Fluss Clyde nach Kanada hervorging.
Im Mai 1935 wurde die Anchor Line (Henderson Bros) Ltd aufgrund des infolge der Weltwirtschaftskrise nachlassenden Handels sowie der Einwanderungsbeschränkungen der US-Regierung zahlungsunfähig und daraufhin aufgelöst. Die Runciman (London) Ltd stieg daraufhin mit neuem Kapital in das Unternehmen ein und führte es mit Lord Runciman als Vorsitzenden der neugegründeten Anchor Line (1935) Ltd weiter. Die beiden gemeinschaftlich betriebenen Unternehmen Anchor-Donaldson und Anchor-Brocklebank wurden von ihren jeweiligen Partnern herausgekauft, hörten jedoch auf zu existieren und auch die geschäftliche Verbindung zu Cunard war ab 1935 beendet. Anchor Line (1935) Ltd fokussierte sich auf ihre New York- und Indien-Dienste. Bis 1937 war der Unternehmensname wieder auf Anchor Line Ltd angepasst. Als der Zweite Weltkrieg begann, besaß die Anchor Line neun Schiffe und eines im Bau, von denen während der Kampfhandlungen sechs verlorengingen.

### Nachkriegszeit
Nachdem 1949 die United Molasses Company (Athel Line) die Anteilsmehrheit übernommen hatte, wurde sie bis 1953 zum Alleineigner der Anchor Line. Der eigenständige Transatlatik-Passagierdienst wurde 1956 aufgegeben und 1960 begann man als Anchor-Cunard einen neuen vierzehntäglichen London–Le Havre–Glasgow–USA-Gemeinschaftsdienst. United Molasses Co. wurde 1965 zum Tochterunternehmen von Tate & Lyle, welche die Anchor Line daraufhin an die zur Runciman & Co aus Newcastle upon Tyne gehörenden Moor Line Ltd aus Newcastle-on-Tyne abgaben, welche später ihrerseits eine Reihe ihrer Moor-Line-Schiffe in die Anchor Line eingliederten. Schon 1966 wurde die Walter Runciman & Co Ltd von der Moor Line übernommen, der gemeinsame Firmensitz nach Glasgow verlegt und der Passagierdienst nach Indien beendet. 1968 änderte man den gemeinsamen Namen auf Walter Runciman & Co Ltd und übertrug der Anchor Line Ship Management Ltd die gesamte Flotte. Das Tagesgeschäft wurde fortan von der Runciman Shipping Ltd erledigt und der Glasgow-USA Dienst endgültig aufgegeben. Stattdessen fungierte von man von Braeside, Renfrew, Renfrewshire aus als Agentur und Containerservicebetreiber Cunard Brocklebank Ltd für den Glasgow Dienst der Atlantic Container Line. 1969 wurde die Currie Line aus Leith mitsamt der dazugehörigen Flotte erworben, 1972 kam die ebenfalls in Leith ansässige Reederei George Gibson hinzu.
Zwar formte man die Anchor Line Company Ltd 1976 zur alleinigen Eignergesellschaft innerhalb der Runciman-Gruppe um, die Einzelgesellschaften Anchor Line Eastern Services Ltd (für das nach Osten ausgerichtete Frachtgeschäft), die Anchor Line Ship Management Ltd (die sich mit den Bulkcarriern und anderen Schiffen beschäftigte), die Currie Line Ltd (für die Europadienste, Charterschiffe, Lagerung und Landlogistik), der George Gibson & Co Ltd (für die Gastankerflotte) und der Runciman Shipping Ltd (Verwaltung) gliederte, aber schon 1986 gehörten ihr nur noch fünf Flüssiggastanker, die allerdings von Gibson & Co. aus Leith bereedert wurden, die Anchor Line wird bereits zu diesem Zeitpunkt nicht mehr als eigenständige Reederei geführt.
Im Jahr 2005 waren noch die Anchor Line Eastern Services Ltd, die Anchor Line Ship Management Ltd sowie George Gibson & Co Ltd noch aktiv.

### Liste der Liniendienste
| Übersicht über die von der Anchor Line unterhaltenen Liniendienste (Auswahl) | Übersicht über die von der Anchor Line unterhaltenen Liniendienste (Auswahl)                      | Übersicht über die von der Anchor Line unterhaltenen Liniendienste (Auswahl) | Übersicht über die von der Anchor Line unterhaltenen Liniendienste (Auswahl) |
| Zeitraum                                                                     | Route                                                                                             | Bemerkungen                                                                  |                                                                              |
| ---------------------------------------------------------------------------- | ------------------------------------------------------------------------------------------------- | ---------------------------------------------------------------------------- | ---------------------------------------------------------------------------- |
| 1850–1863                                                                    | Glasgow – Lissabon – Gibraltar                                                                    |                                                                              |                                                                              |
| 1854–1861                                                                    | Glasgow – Valparaiso                                                                              | Segelschiffe                                                                 |                                                                              |
| 1855–1869                                                                    | Glasgow – Kapstadt – Mauritius – Bombay                                                           |                                                                              |                                                                              |
| 1856–1956                                                                    | Glasgow – Belfast (ab 1929) – Moville (ab 1866) – New York                                        | Passagierdienst                                                              |                                                                              |
| 1856–1967                                                                    | Glasgow – New York                                                                                | Frachtschifffahrt                                                            |                                                                              |
| 1859–1865                                                                    | Glasgow – Quebec – Montreal                                                                       |                                                                              |                                                                              |
| 1859–1870                                                                    | Glasgow – Lissabon – Gibraltar – Mittelmeerhäfen                                                  |                                                                              |                                                                              |
| 1866–1870                                                                    | Glasgow – Algiers – Oran – Alexandria                                                             |                                                                              |                                                                              |
| 1868–1869                                                                    | Granton – Christiansand – Christiania – Göteborg                                                  | Nebenlinie/Feederdienst                                                      |                                                                              |
| 1869–1872                                                                    | Granton – Christiansand – Göteborg                                                                | Nebenlinie/Feederdienst                                                      |                                                                              |
| 1869–1872                                                                    | Granton – Christiania                                                                             | Nebenlinie/Feederdienst                                                      |                                                                              |
| 1869–1922                                                                    | Neapel – Palermo – New York                                                                       |                                                                              |                                                                              |
| 1869–1914                                                                    | Glasgow – Liverpool – Halifax – St. John, New Brunswick (ztw. Boston)                             |                                                                              |                                                                              |
| 1870–1894                                                                    | Glasgow – Genua – Neapel – Palermo – New York (zusätzlich andere Häfen im Mittelmeer und Spanien) |                                                                              |                                                                              |
| 1870–1977                                                                    | Glasgow – Suez – Bombay                                                                           | Frachtschifffahrt                                                            |                                                                              |
| 1871–1881                                                                    | London – Halifax – St. John, New Brunswick (ztw. Boston)                                          |                                                                              |                                                                              |
| 1871–1886                                                                    | Glasgow – Triest – Venedig – Glasgow oder New York                                                |                                                                              |                                                                              |
| 1875–1966                                                                    | Glasgow – Suez – Bombay                                                                           | Passagierdienst                                                              |                                                                              |
| 1875–1878                                                                    | Bordeaux – New York                                                                               |                                                                              |                                                                              |
| 1876–1882                                                                    | London – (Halifax) – (Boston) – New York                                                          |                                                                              |                                                                              |
| 1880–1881                                                                    | Barrow – Dublin – New York                                                                        |                                                                              |                                                                              |
| 1881–1891                                                                    | Liverpool – New York                                                                              |                                                                              |                                                                              |
| 1882–1912                                                                    | Glasgow – (Liverpool) – Calcutta                                                                  |                                                                              |                                                                              |
| 1912–1935                                                                    | Glasgow – (Liverpool) – Calcutta                                                                  | Anchor-Brocklebank                                                           |                                                                              |
| 1885–1892                                                                    | New York – Jamaica                                                                                |                                                                              |                                                                              |
| 1976–1986                                                                    | Fernost – Europa                                                                                  | Frachtschifffahrt                                                            |                                                                              |